# Grosse Pointe Woods
Grosse Pointe Woods é uma cidade localizada no estado americano do Michigan, no Condado de Wayne.

## Demografia
Segundo o censo americano de 2000, a sua população era de 17.080 habitantes.
Em 2006, foi estimada uma população de 16.128, um decréscimo de 952 (-5,6%).

## Geografia
De acordo com o United States Census Bureau tem uma área de 8,4 km², dos quais 8,4 km² cobertos por terra e 0,0 km² cobertos por água.

## Localidades na vizinhança
O diagrama seguinte representa as localidades num raio de 8 km ao redor de Grosse Pointe Woods.